# Bão Kong-rey (2007)
Bão Kong-rey (ký hiệu quốc tế: 0701, ký hiệu JTWC: 01W) là cơn bão tương đối mạnh gây ảnh hưởng đến Guam và quần đảo Bắc Mariana vào đầu tháng 4 năm 2007.

## Lịch sử khí tượng

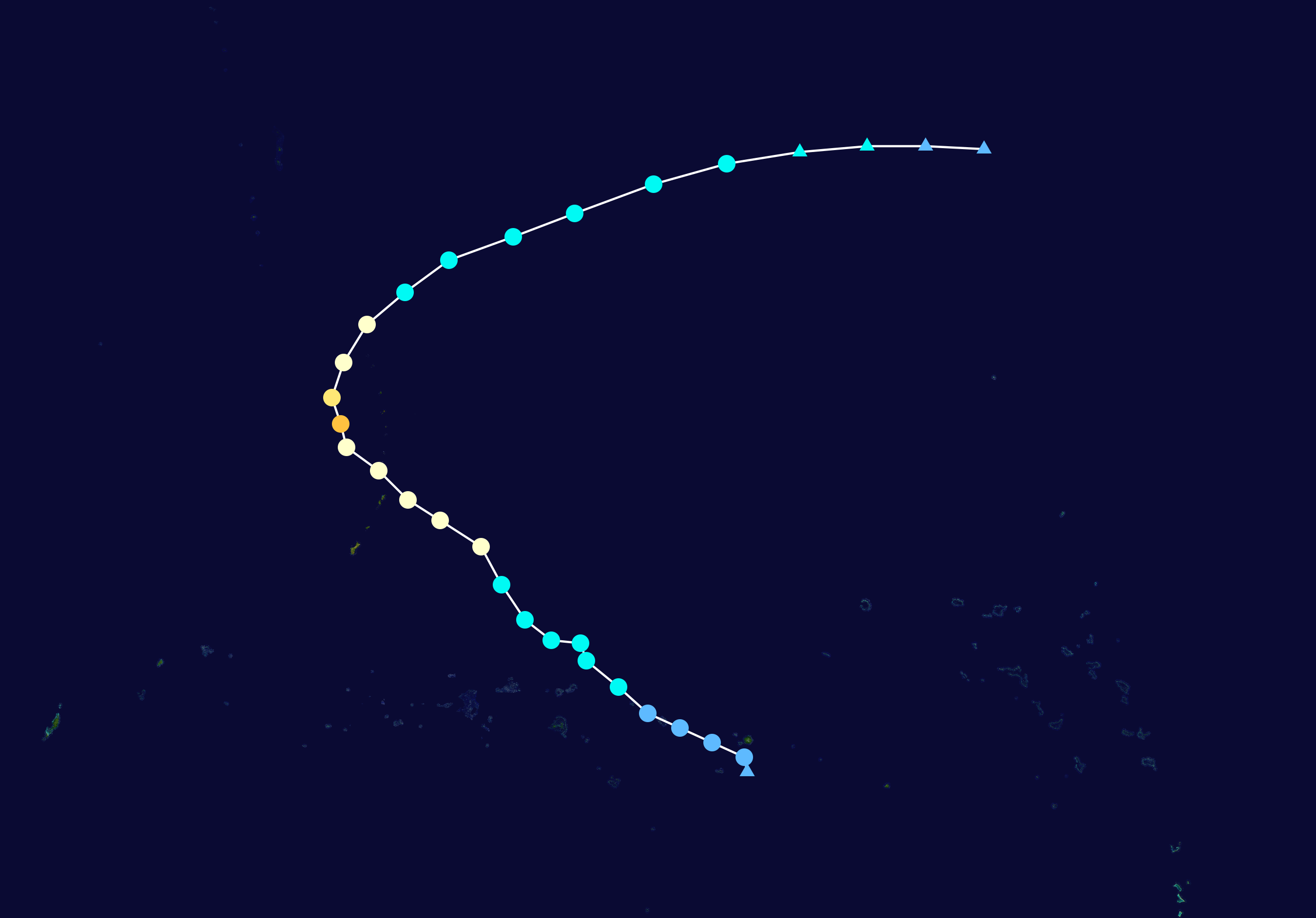
Quỹ đạo cơn bão

Ngày 26 tháng 3,Trung tâm Nghiên cứu Hải quân Hoa Kỳ(JTWC) đã xác định một khu vực áp thấp rộng lớn ở Tây Bắc Thái Bình Dương. Nó di chuyển theo hướng tây-tây bắc trong nhiều ngày và dần hình thành cấu tạo. Theo Cục Khí tượng Nhật Bản, nó đã trở thành một áp thấp nhiệt đới vào ngày 30 tháng 3. Ngày tiếp theo, Trung tâm Cảnh báo Bão chung đã phát đi một Cảnh báo sự hình thành khí xoáy thuận nhiệt đới do việc sự củng cố gia tăng của sự lưu thông hệ thống lưu mức thấp của hệ thống. JTWC đã phát hành cảnh báo đầu tiên về áp thấp nhiệt đới 01W cuối buổi tối hôm đó (giờ địa phương). Do nó tiếp tục lớn mạnh lên, JTWC đã nâng cấp nó lên thành một cơn bão nhiệt đới, cơn bão đầu tiên trong mùa bão. JMA là cơ quan tiếp theo, và đặt tên cho hệ thống này là Kong-rey. Tên gọi này do Cambodia cung cấp, là tên một nhân vật trong truyền thuyết Khmer, cũng là tên một ngọn núi.
Kong-rey đã tiếp tục tổ hợp và đã tăng cường thành một cơn bão nhiệt đới sáng hôm sau theo giờ địa phương. JTWC đã nâng cấp nó lên thành một cơn bão vào ngày 2 tháng 4. Khi hệ thống này đi về hướng quần đảo Bắc Mariana, văn phòng Cục Thời tiết Quốc gia ở Guam đã ghi nhận các cơn gió gây hại đã không đổ bộ vào đảo. Ở một số nơi khác trên đảo Marianas, người ta đã chuẩn bị mọi thứ và các chuyến bay bị hủy để đề phòng cơn bão. Kong-rey đã đi qua đảo sáng sớm ngày 3 tháng 4 giờ địa phương. JMA đã nâng cấp nó lên thành một cơn bão mạnh vào chiều hôm đó khi nó phát triển một tâm. Nó đã mạnh lên chút ít trước khi gặp phong thiết (wind shear) và nhiệt độ bề mặt biển lạnh hơn và đã bị hạ cấp thành một cơn bão nhiệt đới mạnh vào ngày 4 tháng 4. Khi Kong-rey đi về phía đông bắc, nó bắt đầu trải qua môkt giai đoạn chuyển tiếp ngoại nhiệt đới sáng sớm ngày 5 tháng 4 và JTWC đã ban hành cảnh báo cuối cùng. JMA đã phát hành cảnh báo cuối cùng của mình vào sáng ngày 6 tháng 4 sau khi bão đã hoàn toàn chuyển tiếp ngoại nhiệt đới. Không có trường hợp thiệt hại hay tử vong nào được ghi nhận.